# Hormotheca rubicola
Hormotheca rubicola är en svampart som först beskrevs av Ellis & Everh., och fick sitt nu gällande namn av Corlett & M.E. Barr 1986. Hormotheca rubicola ingår i släktet Hormotheca och familjen Venturiaceae.   Inga underarter finns listade i Catalogue of Life.